# Harbour - Dudgeon Lakes Park
Harbour - Dudgeon Lakes Park är en park i Kanada.   Den ligger i provinsen British Columbia, i den centrala delen av landet, 3 200 km väster om huvudstaden Ottawa. Harbour - Dudgeon Lakes Park ligger 889 meter över havet. Den ligger vid sjön Upper Harbour Lake.
Terrängen runt Harbour - Dudgeon Lakes Park är bergig åt nordväst, men åt sydost är den kuperad. Trakten runt Harbour - Dudgeon Lakes Park är nära nog obefolkad, med mindre än två invånare per kvadratkilometer.. Det finns inga samhällen i närheten.
I omgivningarna runt Harbour - Dudgeon Lakes Park växer i huvudsak barrskog.